# 브라티슬라바 선언
브라티슬라바 선언(영어:Bratislava Declaration)은 1968년 8월 3일 불가리아, 헝가리, 동독, 폴란드, 소련, 체코슬로바키아의 공산당 및 노동당 대표들이 브라티슬라바에서 개최한 회의의 결과에 대한 선언이었다.
선언문은 프라하의 봄에 대한 응답으로, 마르크스-레닌주의와 프롤레타리아트 국제주의에 대한 확고한 충성을 확인하고 "부르주아" 이데올로기와 모든 "반사회주의" 세력에 대한 불굴의 투쟁을 선언했다. 소비에트 연방은 또한 여러 바르샤바 조약 기구에 속한 국가의 다원주의 체제가 확립된다면 바르샤바 조약 기구 회원국에 개입할 의사를 표명했다.

## 같이 보기
- 프라하의 봄
- 브레즈네프 독트린